# Мога (грибы)

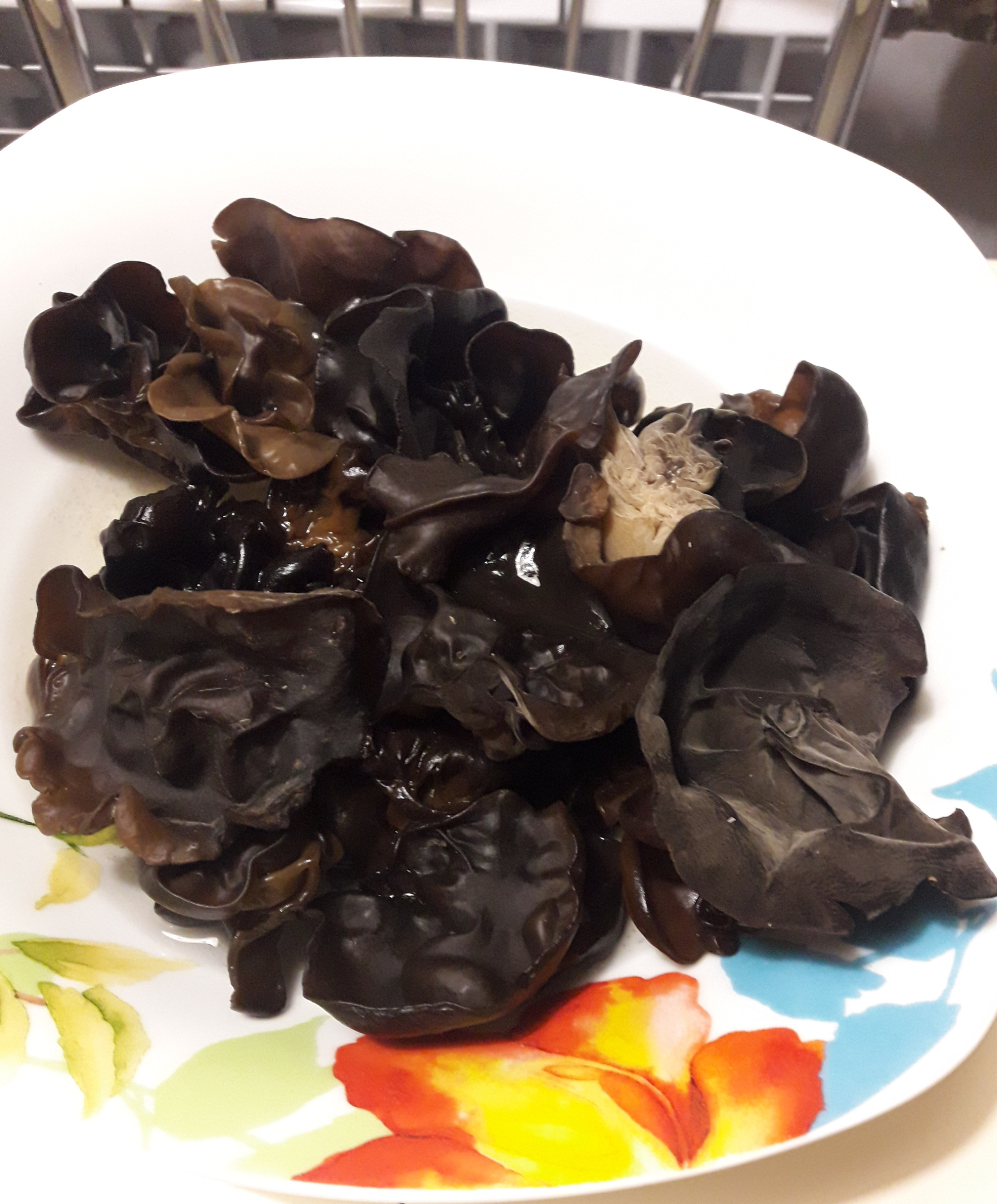
Мога — китайская грибная смесь

Мо́га — употребляемый в Восточной Сибири термин для обозначения особого вида сушёных грибов.

## Этимология
Слово «мога» пришло в русский язык из бурятского мөөгэ — «гриб», куда оно проникло из китайского языка. Этому слову родственны письменно-монгольское mögüü, калмыцкое mȫg ~ mȫgö, монгольское мөөг, солонское мо́гу, удмуртское мōго ~ моуга, тувинское mȫgü с тем же значением.

## История
Первоначально в XVII—XIX веках китайские торговцы чаем привозили с собой сушёные грибы на ярмарку в город Кяхта. К категории моги относили, как правило, такие китайские грибы, как муэр, иньер, куомо, сянгу, а также шампиньоны. Позднее в Сибири этим термином стали ошибочно именовать любые сушёные грибы, что не является корректным.
Мога была очень популярна у жителей Забайкалья, но в отличие от чая, практически не проникала в европейские регионы России. Такие грибы позволяли разнообразить скудный рацион, часто их готовили в Пост: «Хоть кусочек пирога из моги попробуешь, то всю жисть пироги из моги поминать будешь», — так говорили в Восточной Сибири. С грибами варили супы, добавляли в каши, запекали с картофелем.

## Приготовление
Перед употреблением могу замачивают на час в холодной воде, а потом варят. Отличием от обычных сушёных грибов было в том, что при замачивании грибная смесь увеличивается в объёме от трёх до десяти раз. Разные грибы в составе моги ценятся по-разному: куомо обладают сильным ароматом, сянгу — мясисты. Повар должен уметь соединить в приготовляемом блюде могу из различных видов грибов в нужной пропорции.